# Разиева, Гульвира Турсуновна
Гульвира Турсуновна Разиева (уйг. گۈلۋىرا تۇرسۇنوۋنا رازىيېۋا‎, Gul’vira Tursunovna Raziyeva; род. 19 июля 1936, Алма-Ата, КазССР, СССР) — советская и казахстанская эстрадная певица (сопрано) уйгурского происхождения, исполнительница уйгурских народных и традиционных песен, внёсшая большой вклад в уйгурское песенное искусство. Народная артистка Казахской ССР (1981).

## Биография
Родилась 19 июля 1936 года в городе Алма-Ата. Уйгурка.
С 1958 года — солистка Уйгурского театра музыкальной комедии (г. Алма-Ата).
В 1963 году окончила вокальный факультет Алма-Атинской государственной консерватории (класс профессор Н. Юмашевой).
Творческую деятельность начала в 1963 году солистом Казахского эстрадно-симфонического оркестра телевидения и радио.
С 1963 по 1991 год — солистка Казахского эстрадно-симфонического оркестра телевидения и радио.

## Творчество
На сцене Уйгурского театра сыграла ведущие партии в спектаклях «Анархан», «Герим-Санам», «Проделки Айсары», «Аршин Мал-Алан» и др.
В Золотой фонд казахского радио вошли 500 произведений в её исполнении.
Выпустила компакт-диск «Мунайма» (2002), аудиокассету «Уйгур кизи» (2002), в которые вошли популярные произведения казахстанских композиторов.
Автор книги «Сәнъитим мениң — һаятим мениң» (2007).

## Интересные факты
Владеет уйгурским, казахским и русским языками.
Религиозные взгляды — мусульманство.
Идеал политического деятеля — Н. А. Назарбаев.
Хобби — йога.
Литературные пристрастия — произведения русских классиков Л. Н. Толстого, Ф. М. Достоевского и др.

## Награды и звания
- Заслуженная артистка Казахской ССР;
- Народная артистка Казахской ССР (1981);
- Указом президента РК от 8 декабря 2006 года награждена орденом «Парасат» — за большой вклад в музыкальное искусство.;[3]
- Медаль «20 лет независимости Республики Казахстан» (2011);
- Медаль «20 лет Конституции Республики Казахстан» (2015);
- Медаль «20 лет Ассамблеи народа Казахстана» (2015);
- Почётный гражданин Алматинской области;
- Неоднократно обладатель государственной стипендии Первого Президента Республики Казахстан в области культуры;[4]

## Семья
Отец — Разиев Турсун Газиевич. Мать — Алиева Гульвазир Жетписпаевна.
Муж — Умаров Алмас Бидалжанович, пенсионер, работал инженером-металлургом. Сын — Умаров Руслан, дочь — Умарова Рената.